# MS Девы
MS Девы (лат. MS Virginis), HD 123137 — тройная звезда в созвездии Девы на расстоянии приблизительно 230 световых лет (около 70,8 парсек) от Солнца. Звёздная величина диапазона Hp звезды — от +9,67m до +9,4m.
Пара первого и второго компонентов — двойная затменная переменная звезда типа W Большой Медведицы (EW:) или затменная переменная звезда типа Беты Лиры (EB). Орбитальный период — около 0,3124 суток (7,4976 часа).
Открыта проектом Hipparcos*.

## Характеристики
Первый компонент — жёлто-оранжевая звезда спектрального класса K0-1III-IV, или K0, или K1III-IV, или G5. Масса — около 0,948 солнечной, радиус — около 1,273 солнечного, светимость — около 0,994 солнечной. Эффективная температура — около 5028 K.
Второй компонент — оранжевая звезда спектрального класса K5.
Третий компонент — красный карлик спектрального класса M. Масса — около 116,07 юпитерианской (0,1108 солнечной). Удалён в среднем на 1,469 а.е..